# فرایند صلح اسرائیل و فلسطین
[[پرونده:|بندانگشتی|نقشه اسرائیل و فلسطین]]
فرایند صلح اسرائیل-فلسطین به مذاکراتی که به تناوب از سوی طرف‌های مختلف برگزار شده و پیشنهادهایی که در تلاش برای حل و فصل مناقشه در جریان فلسطین-اسرائیل طرح شده اشاره دارد. از دهه ۱۹۷۰ تلاشی موازی صورت گرفته تا مفادی یافته شود که بر اساس آن صلح در مناقشه عرب-اسرائیل و مناقشه فلسطین-اسرائیل حاصل شود. برخی کشورها توافق‌هایی نظیر مصر-اسرائیل (۱۹۷۹) و اردن-اسرائیل (۱۹۹۴) را به امضا رسانیده‌اند در حالی که برخی دیگر هنوز مبنای مشترکی برای آن نیافته‌اند.